# Eois subrosea
Eois subrosea là một loài bướm đêm trong họ Geometridae.